# Calci iodat
Calci iodat là hợp chất vô cơ gồm calci và anion iodat. Hai dạng thường được biết đến gồm dạng khan Ca(IO3)2 và monohydrat Ca(IO3)2(H2O). Cả hai đều là muối không màu có trong tự nhiên, có mặt ở các khoáng vật lautarit và bruggenit. Một dạng khoáng chất thứ ba của calci iodat là dietzeit, muối hỗn tạp có chứa thêm anion cromat với công thức Ca2(IO3)2CrO4.

## Sản xuất và phản ứng
Lautarit, được mô tả là nguồn khoáng chất quan trọng nhất của iod, được khai thác ở sa mạc Atacama. Chế biến quặng đòi hỏi giảm các chất chiết xuất nước với natri bisunfit để tạo ra natri iodide. Thông qua một phản ứng cân bằng, natri iodide được kết hợp với muối iod để tạo ra iod nguyên tố. Calci iodat có thể được tạo ra bởi sự oxy hóa tại cực anod của calci iodide hoặc bằng cách chuyển clo vào dung dịch vôi nóng đã hòa tan iod.

## Ứng dụng
Calci iodat có thể được dùng làm nguồn bổ sung iod cho khẩu phần ăn của gà.
Calci iodat có thể được ứng dụng trong sản xuất chất tẩy uế, khử trùng và khử mùi.